# Popotan
Popotan (яп. ぽぽたん Попотан) — японская эротическая игра для IBM PC-совместимого компьютера и игровой приставки Sony PlayStation 2. Аниме Po-Po-Tan состоит из 12 эпизодов, оно сделано студией SHAFT. Аниме транслировалась на японских каналах Bandai Channel и BS-i.
Видеоряд из вступительной заставки игры, наложенный на песню группы Caramell «Caramelldansen» положил начало интернет-мему Caramelldansen.

## Сюжет
Сёстры Ай, Май и Мии живут в странном доме, способном перемещаться в пространстве и времени. Они путешествуют в поисках человека, способного ответить на их вопросы об этом странном месте, и в этом им помогают таинственная горничная и хорёк Унаги, способный превращаться в симпатичную девушку.

## Персонажи
Крис (яп. クリス Курису) — бездельник, который бросил школу и стал бродить по миру. Он бродит из города в город и играет на гитаре, чтобы заработать деньги на существование. Он поселился у сестёр из-за низкой арендной платы и ради возможности жить в доме, полном девушек, но быстро понял что ему придётся менять свои привычки.
Мэа (яп. メアー Mэа:) — Горничная, которую в игре иногда называют «Мара». На самом деле она гиноид которому очень много лет. Несмотря на её фигуру она очень много ест. Она ведёт себя безэмоционально, особенно в начале игры, но у неё есть собственные желания и она дружелюбна с Крисом. В начале аниме она ведёт себя как робот, но постепенно становится более человечной. Всё время указывает на маленький размер груди Мэа, но в отличие от Май та на это почти не реагирует.
Сэйю: Май Кадоваки
Сидзуку (яп. 雫) — Сидзуку ходит в пончо, у неё светло-зелёные волосы. Её тихий, но взрослый характер контрастирует с её юной внешностью. Её реальный возраст неизвестен. Крис встречает её на ночной прогулке и доставляет в особняк. Она плохо говорит и из-за этого о ней изначально ничего не известно. Так как она сама не может о себе позаботиться, Крис платит за неё арендную плату. В аниме Сидзуку причина путешествий сестёр. Она изображена как богиня одуванчиков.
Сэйю: Руми Сисидо

### Сёстры
В игре они основные романтические партнёры для Криса, в аниме же они и их служанка Мэа сами являются главными персонажами. Три сестры Ай, Май и Мии имеют сверхъестественную силу, берущую основы в особенностях их характера. Вместе они живут в особняке, оформленном в западном стиле. С ними живёт служанка, которая помогает им заботится об их нуждах.
Ай (яп. あい) — Старшая из сестёр, из всех главных персонажей у неё одной большая грудь. Она обладает способностью разговаривать с растениями, в частности с одуванчиками, которые она и её сестры называют «Попотан». Ай близорукая и носит очки, кроме того она очень плохо ориентируется на местности. Ай очень заботливая, у неё доброе сердце и сильно развит материнский инстинкт, она постоянно пытается помочь людям. Она занимается домашними делами и любит готовить, несмотря на то, что у неё это плохо получается. Её заботливость часто приносит ей неприятности, из-за того что она не решается критиковать других. Именно поэтому она разрешает Крис остаться с ними, когда узнаёт что ему некуда идти. Ещё Ай любит принимать ванну, и если это возможно — больше одного раза в день. Она заботится о домашнем хорьке сестёр — Унаги.
Сэйю: Саяка Охара
Май (яп. まい) — Средняя сестра. Носит спортивную одежду. У Май маленькая грудь, о чём ей постоянно напоминает её младшая сестра Мии, и это выводит её из себя. Май ходит в школу вместе с Мии, у неё есть школьная подруга — Конами, которая когда-то общалась с Крисом. Несмотря на то, что Май средняя сестра, она занимается бытовыми вопросами, такими как бюджет. Она мечтает покинуть дом, но не может оставить Ай одну, так как знает, что та не справится со всеми обязанностями. Май очень вспыльчивая, особенно когда дело касается Криса, или Май кажется что она выглядит глупо. Она единственный персонаж, который решительно выступает против присутствия Криса в особняке, даже несмотря на то, что он платит за это деньги. В аниме Май сильно переживает из-за перемещений во времени. Каждый раз, когда у неё появляются друзья, ей приходится исчезать вместе с домом, и это причиняет ей сильную боль. Она мечтает жить нормальной жизнью и завести друзей.
Сэйю: Масуми Асано
Мии (яп. みい) — Младшая сестра. Мии ходит в ту же школу, что и Май. Мии самая энергичная, испорченная и наивная из сестёр. Она просит Криса поиграть с ней каждый раз когда его видит и переодевается в девочку-волшебницу, «Волшебницу Мии», пытаясь помочь всем в городе, несмотря на плачевные результаты. Самое большое количество сексуальных сцен в игре — с её участием. Она пытается заняться сексом с Крисом раньше всех и несколько раз занимается сексом с горничной Мэей. В аниме Мии не настолько похотлива, но у неё страсть ко всем мягким и упругим вещам, особенно к груди Ай, о которой она все время говорит «Пуни, пуни». Ей очень нравится сравнивать размеры груди у разных девушек. Из-за того, что она настолько наивная и энергичная, ей намного проще преодолеть прыжки во времени, чем остальным девушкам.
Сэйю: Харуко Момои

### Второстепенные персонажи
Конами (яп. 小奈美) — Она была девушкой Криса, до того как он отправился путешествовать; После того как она перевелась в школу Май, они стали лучшими подругами. У неё длинные коричневые волосы, и как у большинства других персонажей, маленькая грудь. Конами стильная, весёлая, оптимистичная девушка, почти такая же энергичная и наивная как Мии. Она редко задумывается о последствиях своих действий.
Сэйю: Томоко Каваками
Ноно (яп. のの) — Застенчивая голубоволосая жрица и дочь клана Госитай, которые очень серьёзно подходят к её тренировкам. Она заботится о храме, и ходит в ту же школу что и девушки. Она пыталась заниматься гаданиями в городе, но заработала плохую репутацию, так как её гадания никогда не сбывались.